# Chiedi la luna
Chiedi la luna è un film del 1991 diretto da Giuseppe Piccioni.
La pellicola ha come protagonisti Giulio Scarpati e Margherita Buy.